# 儒略二世像
《儒略二世像》是意大利文艺复兴大师拉斐尔的一幅油画，绘制于1511年－1512年。这幅儒略二世的肖像产生了重要影响。原本悬挂在人民圣母圣殿的柱子上，在从北方进入罗马的主要道路上。儒略二世死后很久，乔尔乔·瓦萨里写道，“它是如此栩栩如生、如此真实，凡看到的人都害怕，好像它就是本人一样”。 
这幅画有很多版本和复制品，多年来，现在挂在佛罗伦萨的乌菲兹美术馆的版本被认为是原版.但在1970年，观点发生了转变。目前认为原件是位于伦敦国家美术馆的版本。

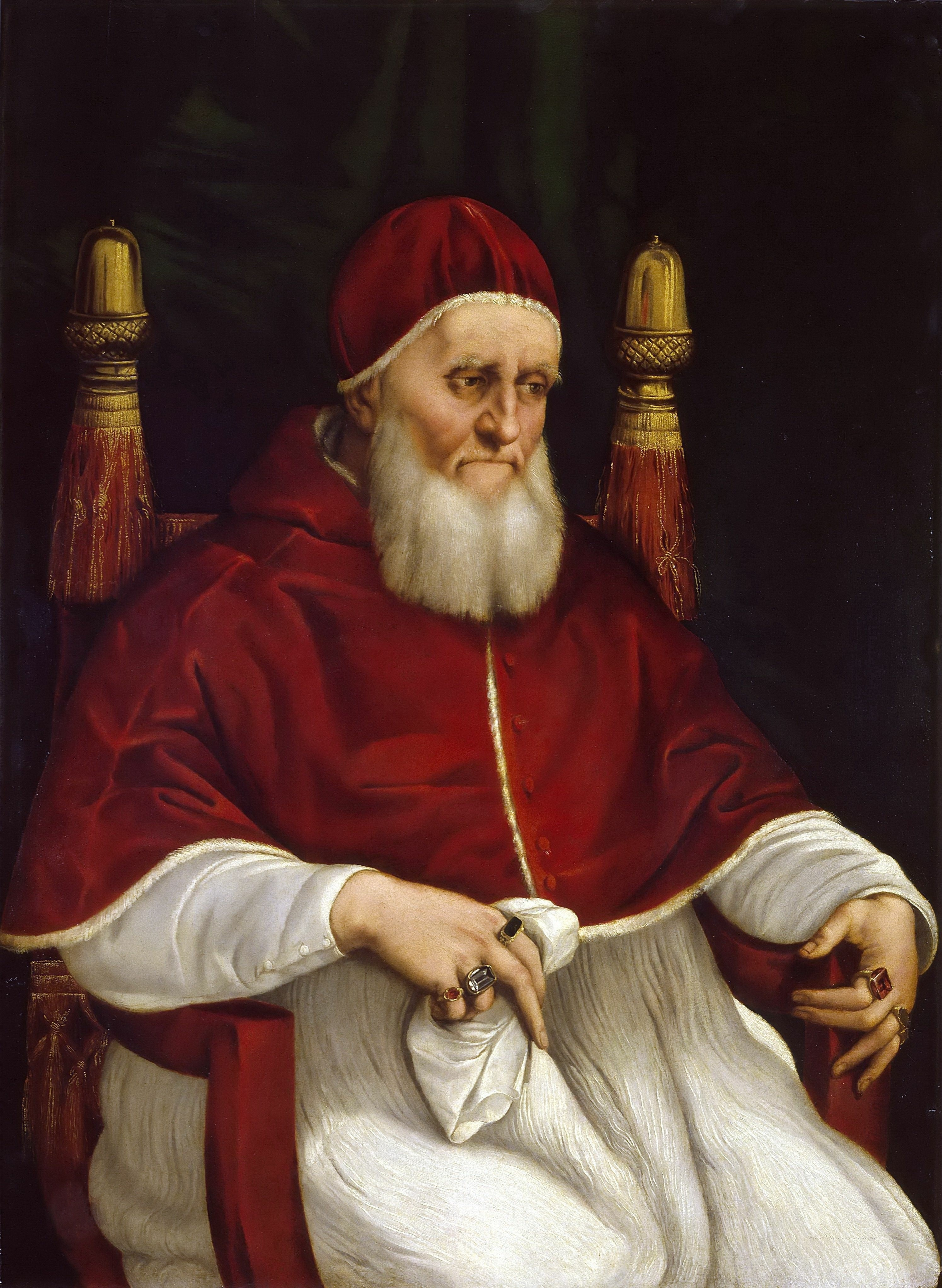
佛罗伦萨乌菲兹美术馆版本